# Alissa Filoramo
Alissa Filoramo ist eine US-amerikanische Schauspielerin, Filmproduzentin und Grafikdesignerin.

## Leben
Filoramo war für die Produktion des Kurzfilms Young Liars zuständig, der 2018 auf dem HP Lovecraft Film Festival & CthuluCon gezeigt wurde. Im selben Film übernahm sie eine der Hauptrollen. Ab 2019 nahm sie Schauspielunterricht an verschiedenen Schauspielstudios. Im selben Jahr folgte eine Besetzung in dem Kurzfilm VEM Exotic Rentals. 2020 hatte sie in dem Spielfilm Battle Star Wars – Die Sternenkrieger eine größere Filmrolle und eine zusätzliche Nebenrolle inne. Neuere Besetzungen hatte sie im Spielfilm The Transcenders und in drei Episoden der Fernsehserie The Family Business. 2021 spielte sie im Low-Budget-Abenteuerfilm The Devil’s Triangle – Das Geheimnis von Atlantis mit. 2022 hatte sie eine Episodenrolle in der Serie Hunters inne. 

## Filmografie

### Schauspiel
- 2018: Young Liars (Kurzfilm)
- 2019: VEM Exotic Rentals (Kurzfilm)
- 2020: Battle Star Wars – Die Sternenkrieger (Battle Star Wars)
- 2020: On the Mountain (Kurzfilm)
- 2020: The Transcenders
- 2020: The Family Business (Fernsehserie, 3 Episoden)
- 2020: Cockpit (Fernsehfilm)
- 2021: The Devil’s Triangle – Das Geheimnis von Atlantis (Devil's Triangle)
- 2022: DOA at the PTA (Fernsehfilm)
- 2022: How to Live Your Best Death
- 2022: Jurassic Domination
- 2022: Hunters (Fernsehserie, Episode 2x01)

### Produktion
- 2018: Young Liars (Kurzfilm)